# Argamasilla de Alba
Argamasilla de Alba er en by og kommune i det sydlige centrale Spanien i provinsen Ciudad Real. Den har et indbyggertal på 6.925 (2024) indbyggere.